# Кузнецов Микола Дмитрович (художник)

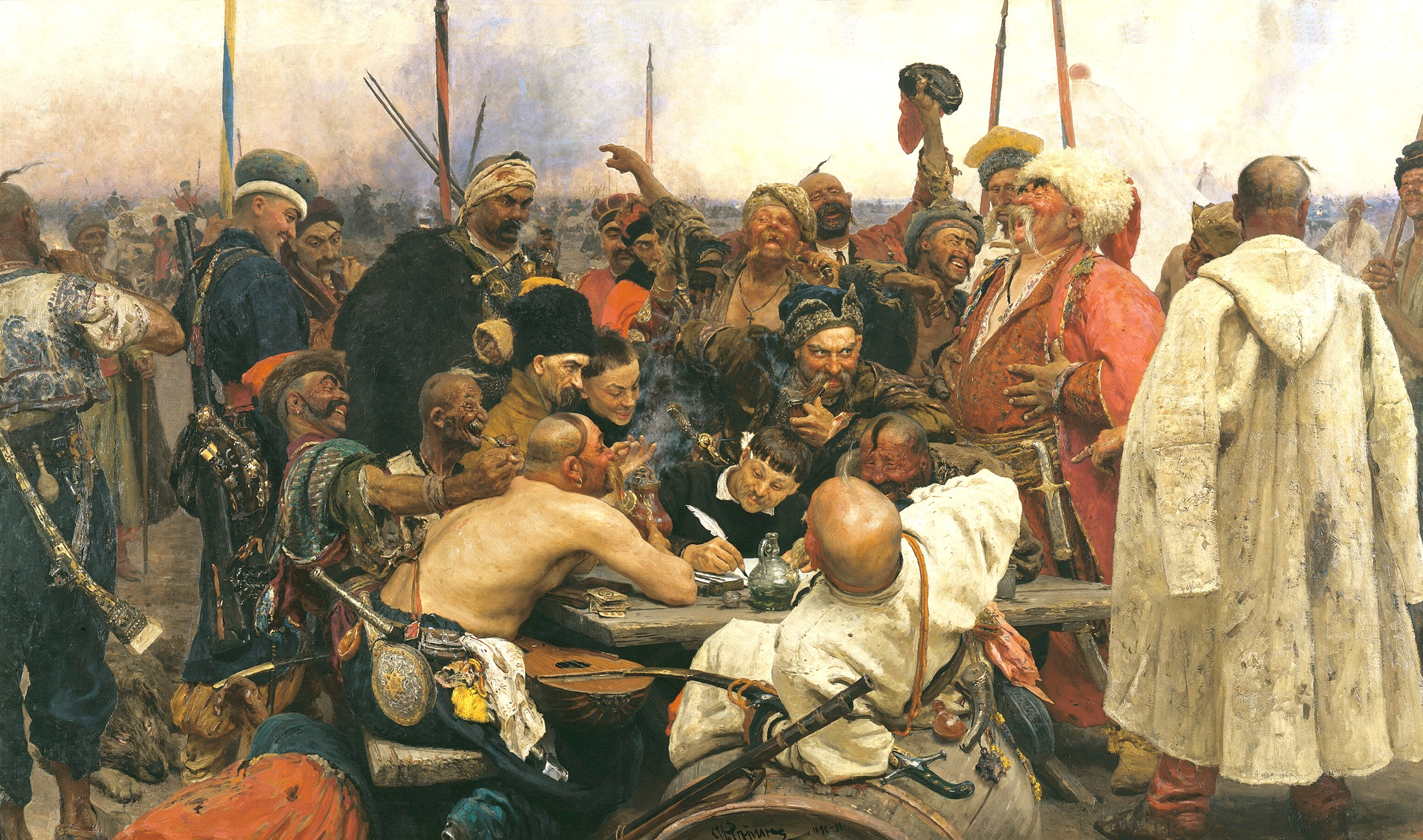
Козак в червоній бинді з довгими вусами, що вказує пальцем — змальований з Кузнецова; Тарас Бульба — професор Петербурзької консерваторії Олександр Іванович Рубець

Мико́ла Дми́трович Кузнецо́в (художник) (*2 (14 грудня) 1850, Степанівка Херсонської губернії (тепер — Одеська область) — †2 березня 1929, Сараєво) — український художник, дійсний член, академік, професор Петербурзької академії мистецтв, засновник Товариства південноросійських художників.

## Життєпис
Був сином заможного землевласника; отримав освіту в Одеській гімназії. Мати виявила у сина схильність до малювання, відвозить в Одесу до друга родини — художника М. Д. Мальмана, викладача Одеської школи малювання.
По закінченні навчання відвідує заняття в Академії мистецтв, брав вільні уроки у П. Чистякова. Навчався добре, проте часто залишав Академію, жив у родовому маєтку та займався малюванням. За час навчання отримав три срібні медалі. Брав участь у міжнародних та виставках російського й українського мистецтва за кордоном. Користувався великою популярністю в Одесі, отримував багато замовлень на картини. Після створення у 1882 однієї з найкращих своїх картин «В отпуску», або «Охота с борзыми», до нього прийшла слава. В час розвитку творчих сил створив жанрові полотна-портрети І. Ю. Рєпіна, І. І. Мечнікова, В. М. Васнецова, П. І. Чайковського.
Кінцем 1880-х років зближується з родиною Єлизавети та Сави Мамонтових, стає учасником Абрамцевського художнього гуртка.
Після нещастя 1889 пересувався на милицях, працював сидячи. З 1890 його творчою майстернею стає маєток у Степанівці — своєрідний культурний центр, який відвідували І. Ю. Рєпін, В. О. Сєров, М. О. Врубель, Ф. І. Шаляпін, П. К. Саксаганський.
На художні уподобання вплинуло знайомство з Крамським, Полєновим та Шишкіним.
У 1893 переїздить для роботи до Одеси, а у 1895 його запрошують до художнього училища Петербурзької академії мистецтв — як професора-керівника класу батального мистецтва.
У 1900 році йому присвоєно звання академіка, професор Академії мистецтв, пізніше — учасник виставок Товариства передвижників південноросійських художників. Його твори виставлялися на паризьких салонах і всесвітній виставці в Парижі 1900 року.
Протягом 1909—1910 років експонувався в одеських салонах Володимира Іздебського.
На початку 1920 року емігрував з родиною на Балкани. Мешкав у містах Вжеш, Біла-Церква, Рієка і Сараєво.
Брав участь у виставці російського живопису й скульптури у Бруклінському музеї, 1893 — у Чикаго, виставці Об'єднання російських художників у Королівстві словенів, хорватів і сербів.
Помер 2 березня 1929, похований у Сараєво.

## Галерея

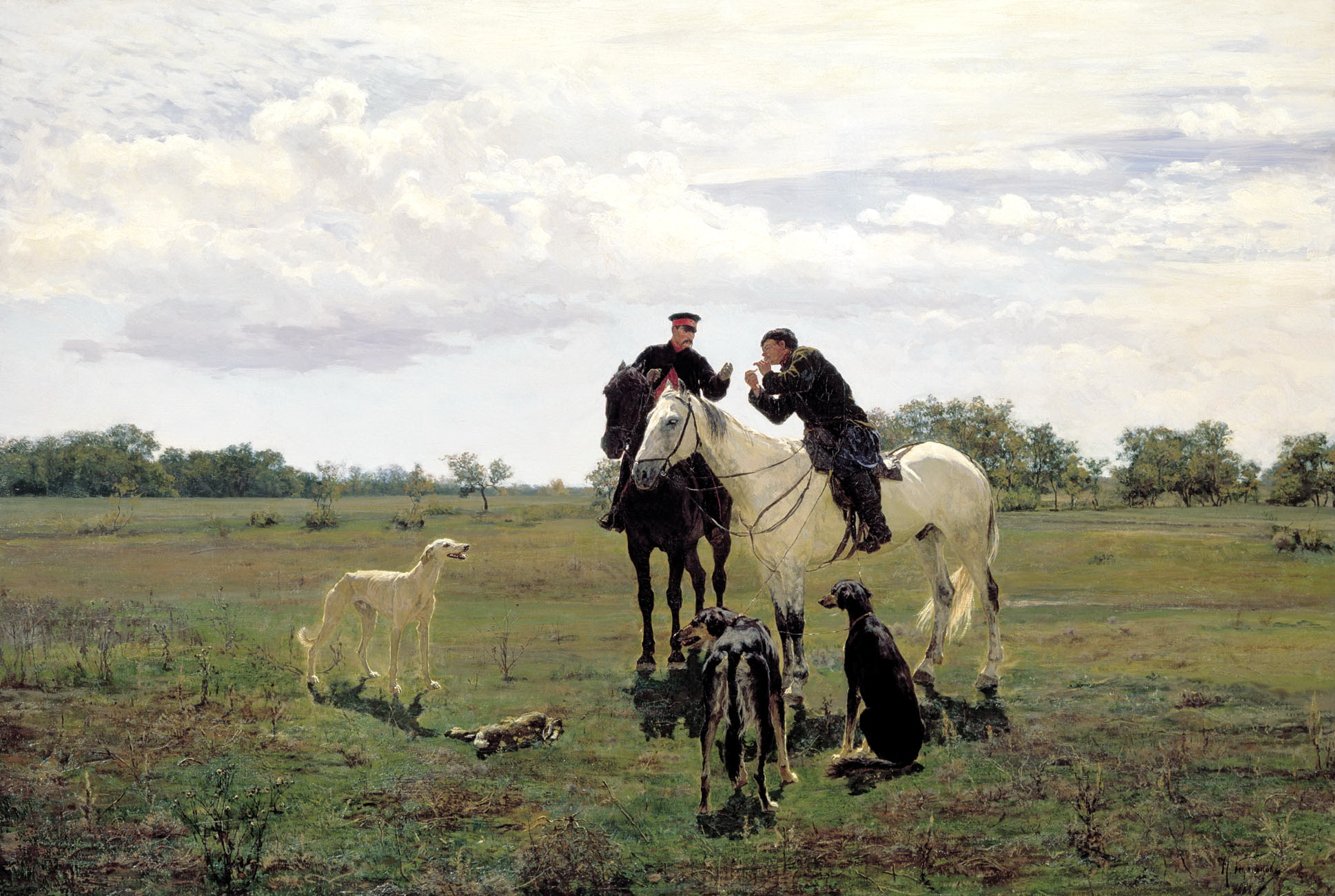
«В отпуску», 1882
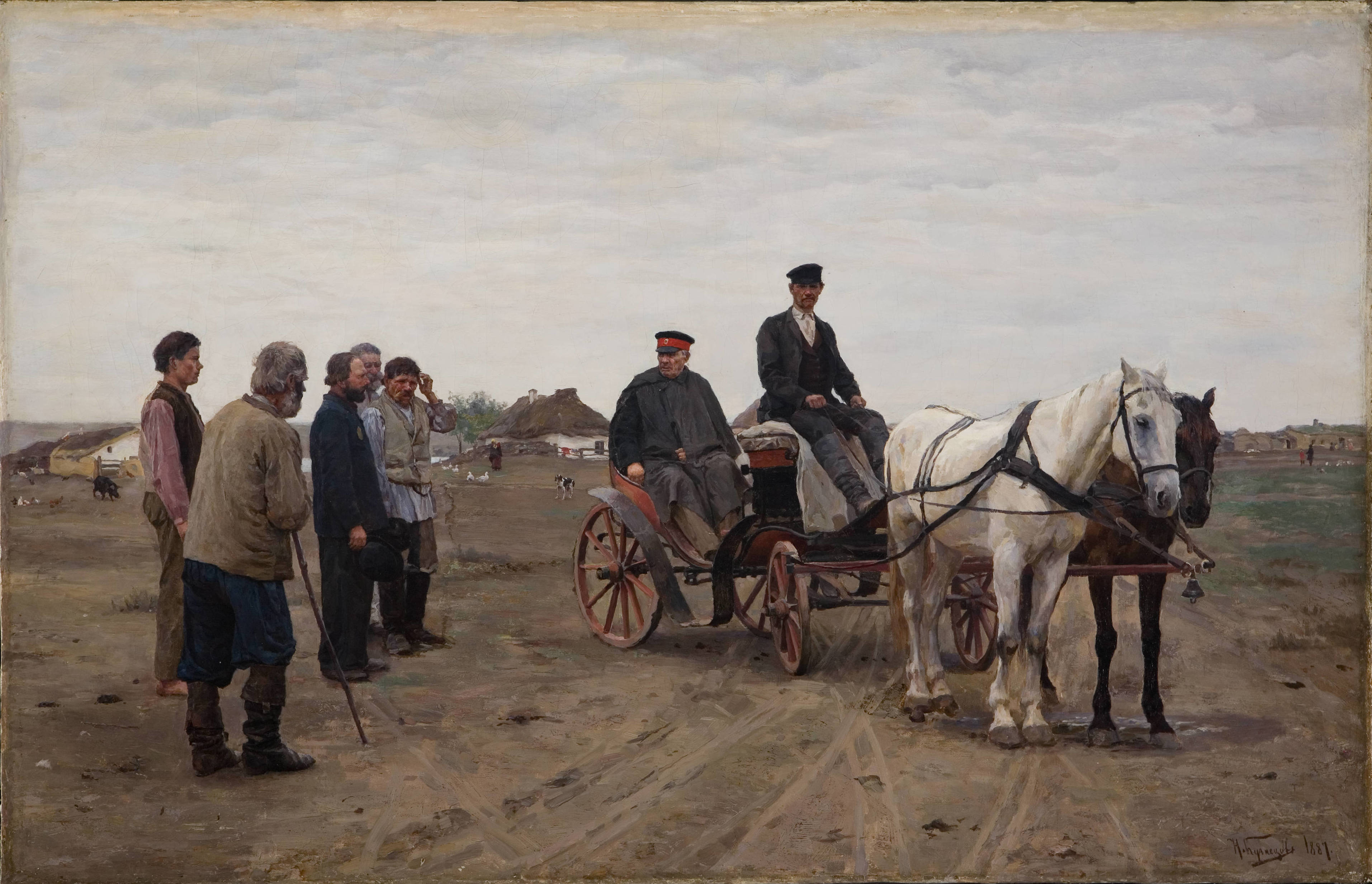
«Мировий суддя», 1887
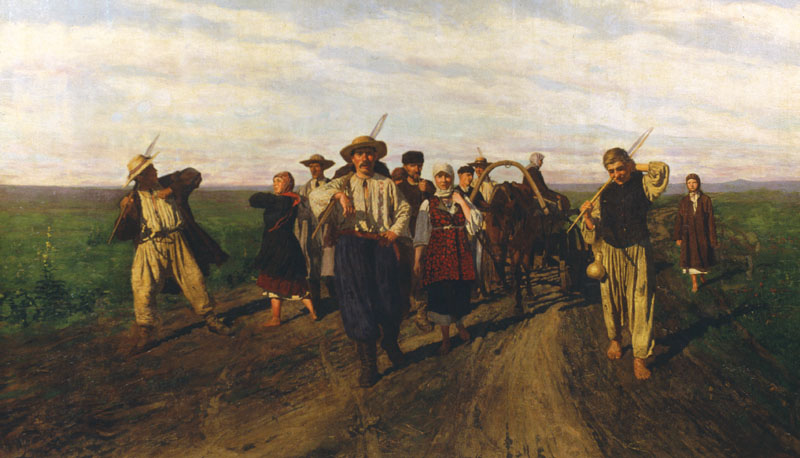
«На заробітки», 1882
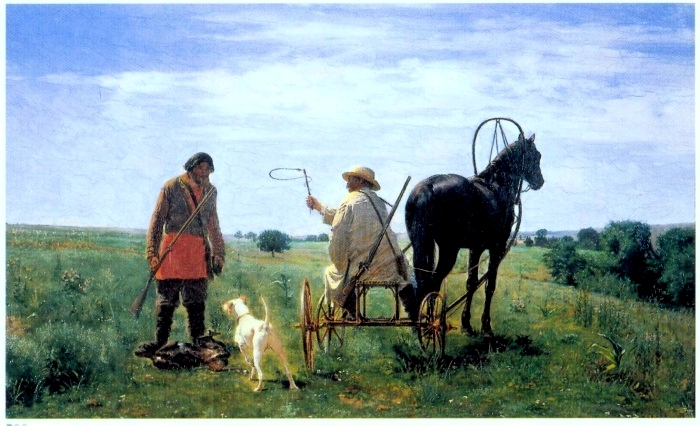
«Огляд маєтку», 1879

### Портрети

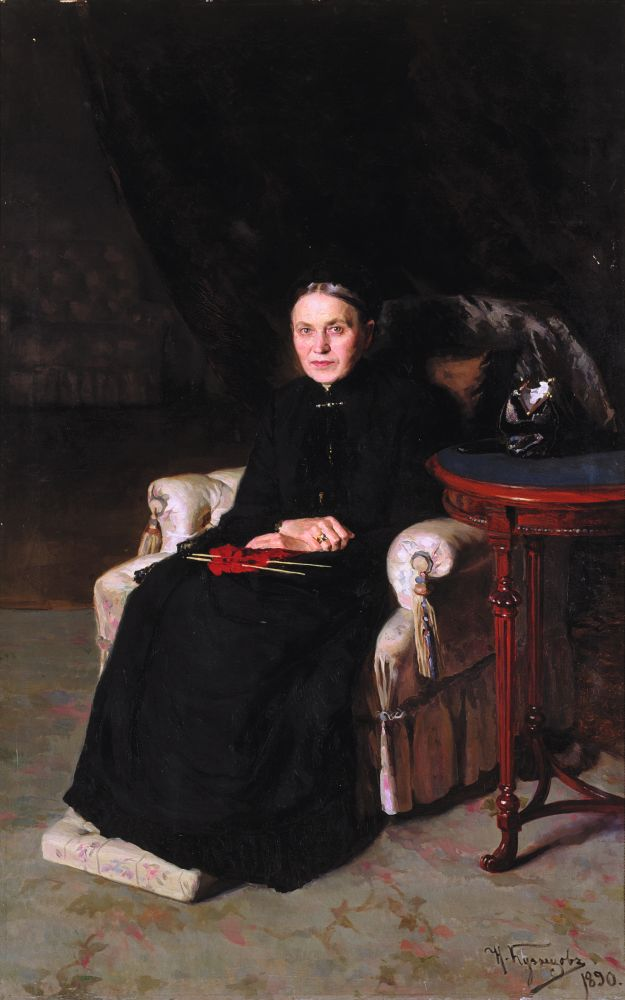
Портрет Пелагеї Терещенко, дружини Миколи Терещенка, 1890. Національний художній музей України, Київ
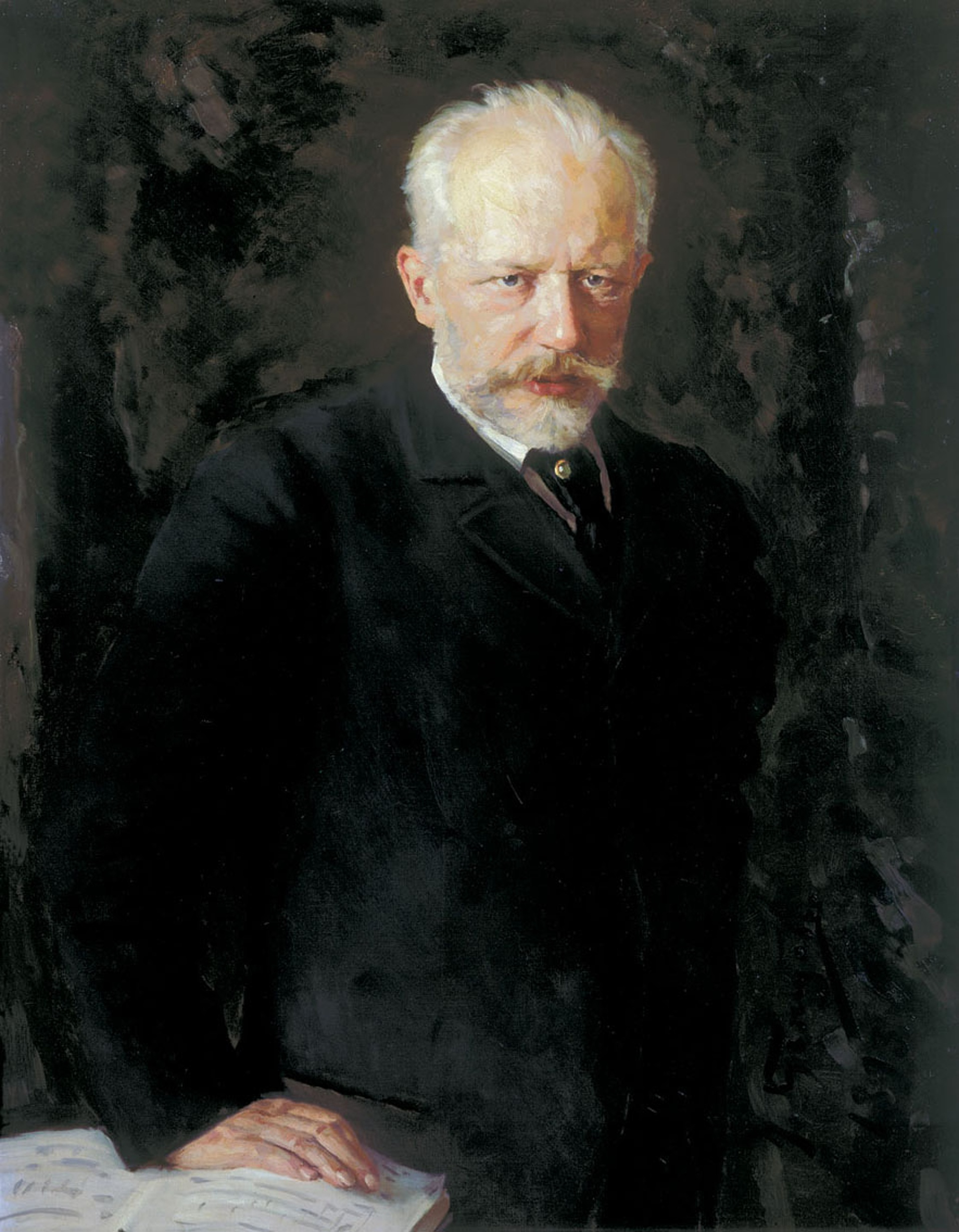
Портрет Пеатра Чайковського, 1893
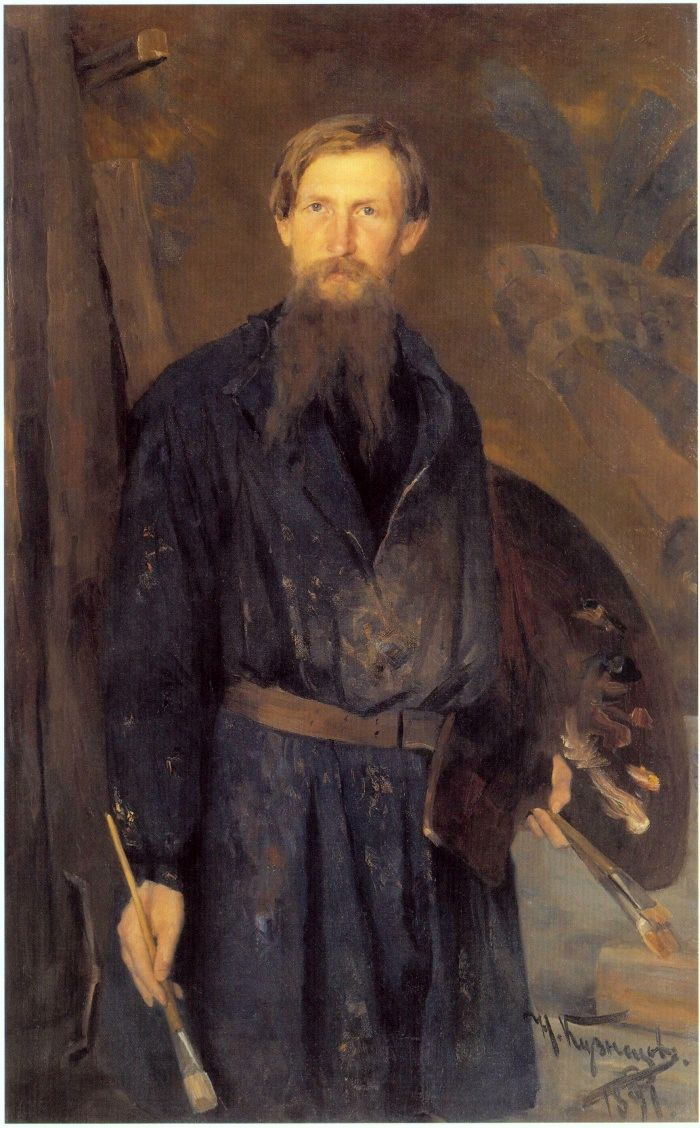
Портрет Віктора Васнецова, 1891
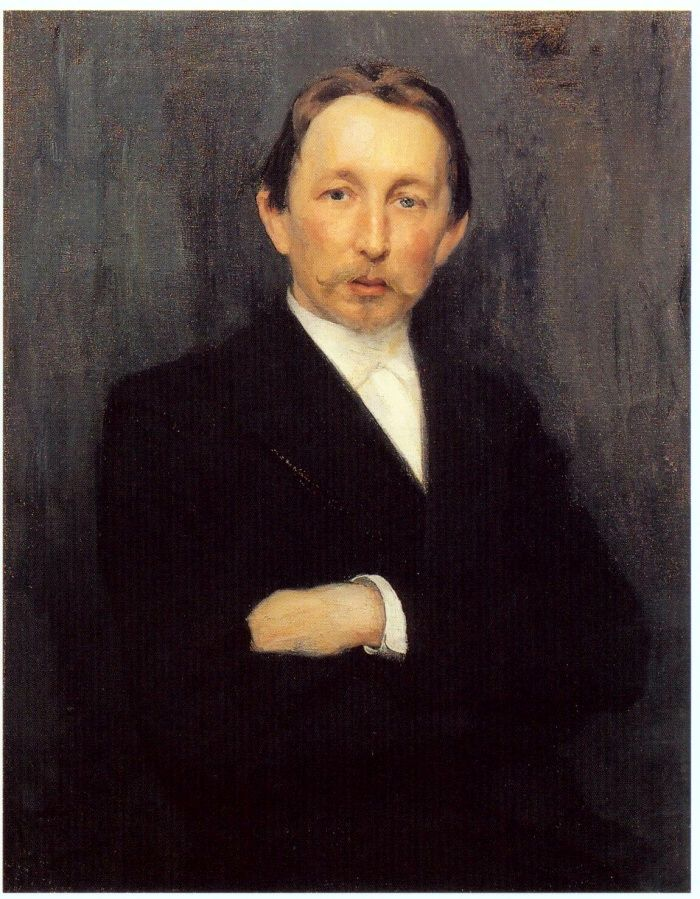
Портрет Аполлінарія Васнецова, 1897
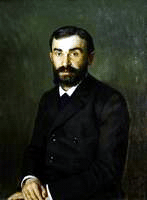
Портрет Івана Терещенка, 1904

### Українські образи Кузнецова

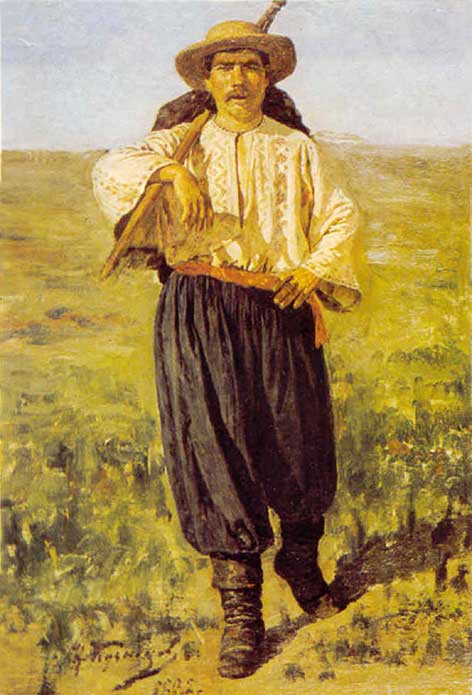
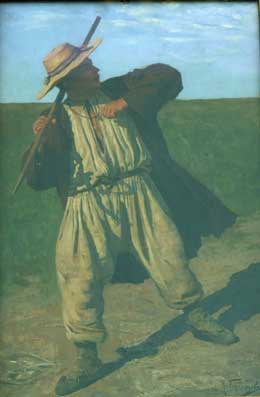
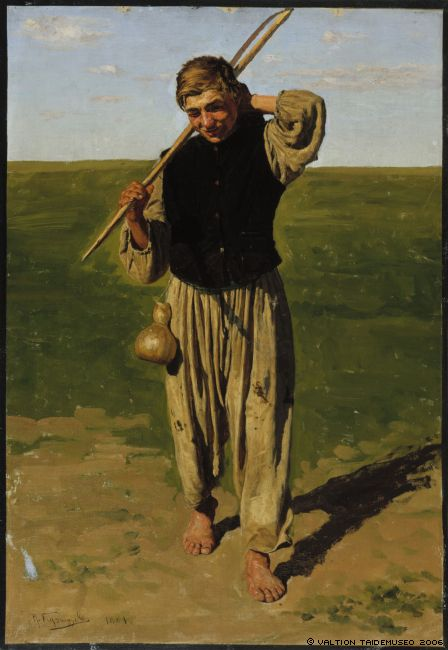
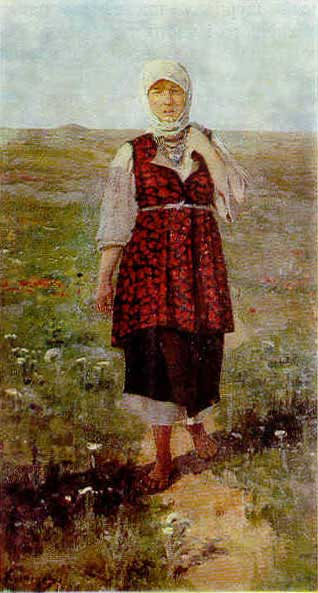
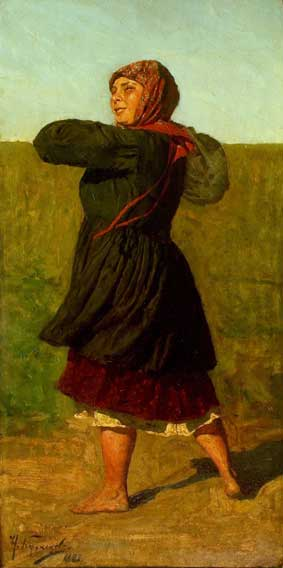
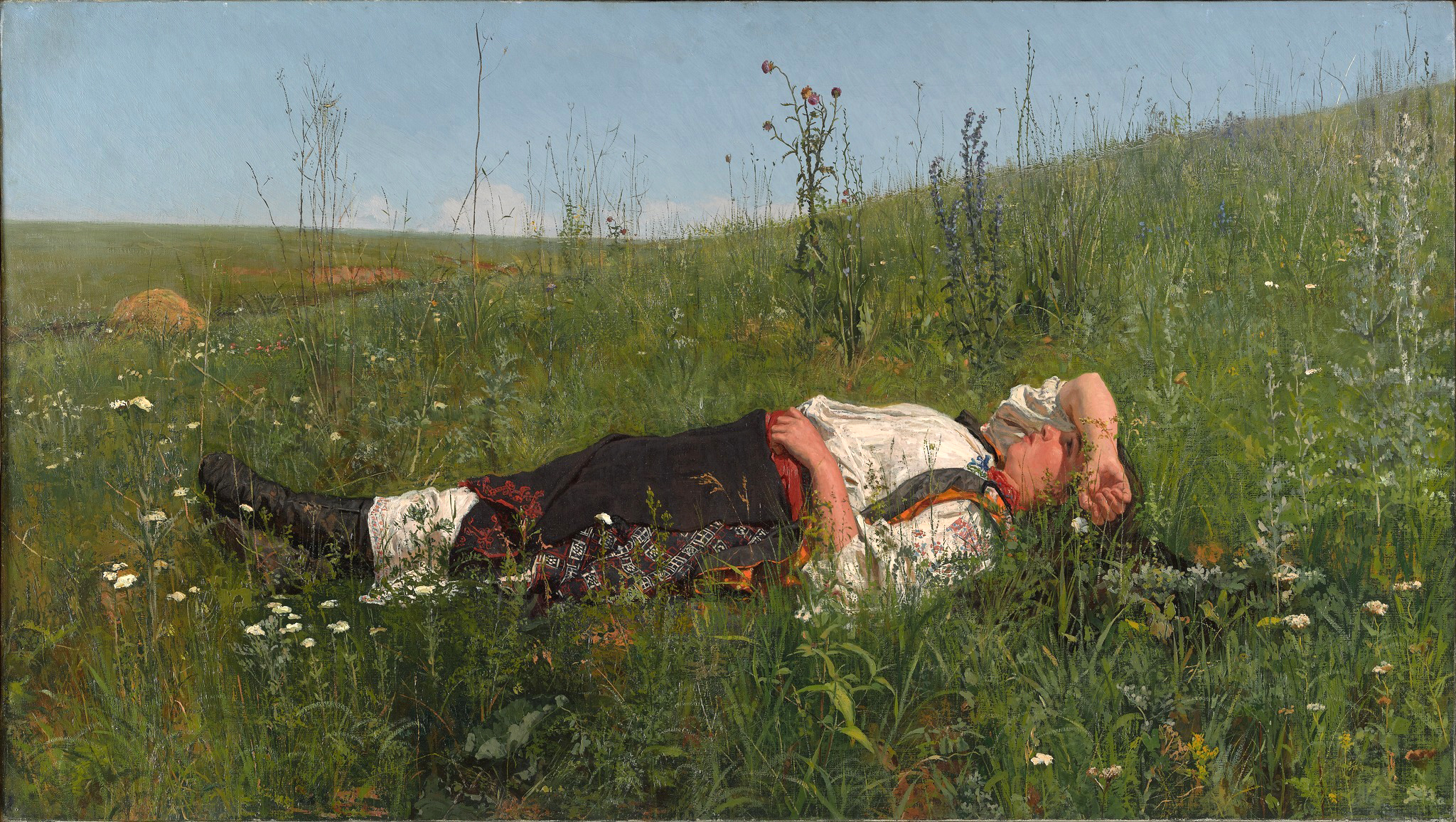